# Řád Matka-hrdinka
Řád Matka-hrdinka (rusky Орден «Мать-героиня») bylo vysoké sovětské vyznamenání a čestný titul udělovaný matkám. Čestný titul a řád byly zřízeny výnosem Nejvyššího sovětu Sovětského svazu 8. července 1944.
Podle výnosu byl titul předáván současně s řádem matkám, které porodily a vychovaly deset a více dětí. Udělován byl poté, kdy poslední dítě dosáhlo jednoho roku věku a zbylé matčiny děti byly naživu.
Zároveň se zavedením řádu matky-hrdinky byla zřízena Medaile mateřství a Řád Mateřská sláva.

## Popis

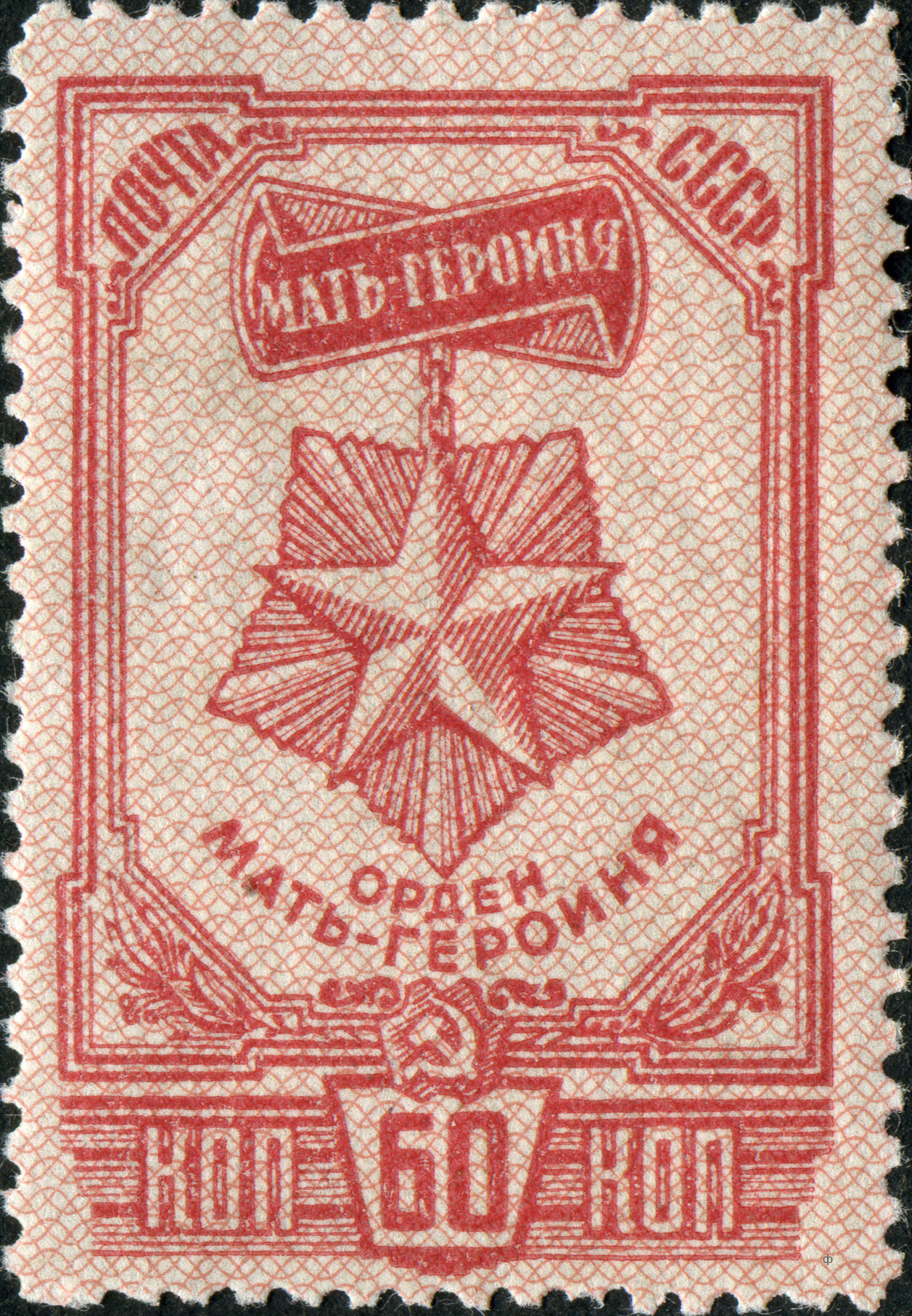
Poštovní známka SSSR z roku 1945

Vyznamenání je tvořeno vypouklou zlatou pěticípou hvězdou na pozadí stříbrných paprsků, které se rozbíhají
z tvaru hvězdy a jejich vrcholky jsou umístěny mezi cípy zlaté hvězdy.
Vzdálenost mezi protilehlými konci stříbrné hvězdy je 28 mm. Výška vyznamenání včetně závěsu je 46 mm. K 18. září 1975 činil obsah zlata 4,5 ± 0,4402 g, stříbra 11,525 ± 0,974 g. Ryzost zlata byla 950. Celková hmotnost činila 17,5573 ± 1,75 g.
Hvězda je připojena závěsem ke kovové destičce pokryté červeným smaltem. Na ní je vyklenutý nápis МАТЬ-ГЕРОИНЯ. Okraje destičky i nápisu jsou zlaceny. Destička je na zadní straně opatřena kolíčkem pro připevnění k oděvu.

## Titul Matky-hrdinky
Matka-hrdinka je vysoké vyznamenání pro ženy, které porodily a vychovaly deset a více dětí. Bylo udělováno, když poslední dítě dosáhlo jednoho roku věku a zároveň ostatní děti byly naživu. Mezi vychovávané děti se započítávaly i ty, které matka zákonným způsobem osvojila, a také děti, které jsou nezvěstné či padly při obraně SSSR nebo nasadily život při plnění vojenských povinností nebo při záchraně lidského života či ochraně socialistického majetku a socialistického právního státu a také zemřelé v důsledku zranění, otřesu mozku, ať už způsobeného pracovním úrazem či chorobou z povolání.
Matka, která byla oceněna, se honosila titulem matka-hrdinka, obdržela Řád matka-hrdinka a diplom prezidia Nejvyššího sovětu SSSR. Řád se nosí na levé straně hrudi, při společném nošení s dalšími řády medailemi se umisťuje nad nimi.

## Historie
Titul „Matka-hrdinka“ je vysokým vyznamenáním Sovětského svazu, vytvořeným pro ženy za rození a výchovu dětí. Poprvé v historii země bylo zavedeno zvláštní ocenění pro matky. Je příznačné, že titul byl zřízen v době Velké vlastenecké války, která si vyžádala miliony životů. Většina mrtvých na frontách byli mladí a lidé středního věku, počet obyvatel země významně poklesl. Titul „Matka-hrdinka“ a řád stejného jména měly zdůraznit, jak naléhavě země potřebuje mladou novou generaci budovatelů komunismu.
Autorem návrhu řádu je umělec Iosif Abramovič Ganf. 
Poslední udělení titulu v dějinách SSSR proběhlo v souladu s dekretem prezidenta SSSR ze dne 14. listopadu 1991.